# Тетерин, Сергей Семёнович
Сергей Семёнович Тете́рин (бел. Сяргей Сямёнавіч Цяцерын; род. 7 января 1961, Минск, БССР, СССР) — белорусский бизнесмен, бывший председатель Белорусской федерации тенниса (до 3 августа 2021 года), член хоккейной команды Александра Лукашенко. В СМИ называется бизнесменом, приближённым к Лукашенко, и членом его ближайшего окружения с конца 1990-х годов.

## Биография
Родился в Минске. В молодости профессионально занимался теннисом. По информации со слов самого Тетерина (критикуются за неточность), в 1975—1978 годах он входил в состав юношеской сборной СССР по теннису, в 1978 и 1979 годах был бронзовым призёром чемпионата Европы в одиночном и парном разрядах, в 1980 году стал чемпионом СССР в парном разряде, в 1978—1984 годах становился чемпионом БССР, в 1980 году завоевал золото и серебро молодёжного чемпионата Европы в одиночном и парном разрядах. Мастер спорта международного класса. В 1982 году окончил Белорусский институт физической культуры. После завершения игровой карьеры был теннисным тренером, в 1994 году был капитаном мужской сборной на кубке Дэвиса.
В 1990-е годы Тетерин познакомился с Александром Лукашенко. Считается, что именно Тетерин научил его играть в теннис. Сообщалось, что Тетерин и Лукашенко неоднократно играли в паре, в том числе против российских политиков. В 1997 году Александр Лукашенко создал любительскую команду по хоккею, и Тетерин был одним из первых игроков в этой команде, играя на разных позициях. В 1996 году Тетерин стал заместителем министра спорта и туризма. В 2003 году снова стал капитаном мужской сборной на кубке Дэвиса. Некоторое время Тетерин занимал пост вице-президента Национального олимпийского комитета Республики Беларусь. В 2012 году Александр Лукашенко, недовольный результатами выступления белорусских спортсменов на Олимпиаде, резко раскритиковал Тетерина и уволил его из НОК.
Предполагается, что Тетерин активно занялся бизнесом после отправки в отставку с поста вице-президента НОКа Алесандром Лукашенко за неудачную Лондонскую Олимпиаду. Источник издания tut.by заявил об использовании Тетериным наработанных связей. Через несколько лет издание «Ежедневник» включило Тетерина в «ТОП 200 успешных и влиятельных бизнесменов Беларуси».
«БелГлобалГарант», компания Тетерина и бывшего члена правления теннисной федерации Романа Бугайца, занимается импортом продовольствия, а в 2015 году получила лицензию на импорт алкоголя — виски, вина, коньяка, вермута (небольшой список специмпортёров алкоголя утверждает Александр Лукашенко). В 2021 году «БелГлобалГарант» получил право на реализацию крупных девелоперских проектов в Минске — строительстве многофункционального комплекса на проспекте Победителей, жилой застройки площадки авторынка в минской Малиновке и, через дочернее ООО «Плазма Строй», жилой застройки на площадке намечаемого к сносу станкостроительного завода имени Кирова.
Тетерин является совладельцем компаний «Трио Медиа», «Алькасар Медиа Сервис» и «ВиАйБел», которые в середине 2010-х годов продавали рекламу на 15 телеканалах и 5 радиостанциях, в том числе имели несколько эксклюзивных контрактов в этой сфере. В 2019—2020 годах государственные телеканалы запустили собственные структуры по измерению аудитории телеканалов и размещению рекламы, что привело к приостановке деятельности «Алькасар Медиа Сервис» и переходу её сотрудников в «Трио Медиа». Другой актив Тетерина в медиабизнесе — 40 % в компании «ТНТ-International» (управляет вещанием телеканала ТНТ на территории Республики Беларусь).
Многопрофильная компания «БелГлобалСтарт» Тетерина занимается продажей мебели, продовольствия, спортивного питания, животноводческих кормов. Во время чемпионата мира по хоккею 2014 года, проходившего в Минске, компания Тетерина была официальным оператором общественного питания. Компания «БелГлобалСтар» Тетерина владеет сетью баров «Blockbuster» в минских кинотеатрах, винным баром «Свободы, 4», производит попкорн. В этой компании директором по коммерческим вопросам работает дочь Тетерина Татьяна (по другой информации, она владела половиной компании). Осенью 2020 года сотрудники винного бара «Свободы, 4» присоединились к забастовке против фальсификации президентских выборов и насилия; по приказу Лукашенко в протестовавшие заведения были направлены проверяющие, которые добились закрытия заведения. Принадлежащая Тетерину компания «БелПакСнаб» планировала организовать экспорт белорусских тракторов в Пакистан, но из-за коррупционного скандала с участием пакистанского партнёра проект был отменён.
До 3 августа 2021 года занимал пост председателя Белорусской федерации тенниса. Некоторое время руководил также Белорусским лыжным союзом. В 2020 году подверг критике спортсменов, поддержавших массовые протесты, заявив о том, что они должны вернуть деньги, потраченные на их подготовку. В 2010-е годы продолжал играть за хоккейную команду Александра Лукашенко.
По утверждению Беларусского расследовательского центра, подконтрольная Тетерину компания «БелГлобалГарант» получила эксклюзивное право на импорт продуктов из Евросоюза, в том числе шоколада Ritter Sport, вопреки белорусским контрсанкциям на европейские продукты.
Тетерин регулярно сопровождает Александра Лукашенко на показательных мероприятиях (уборке урожая, косьбе и др.). Некоторые СМИ сообщают о хороших отношениях между Тетериным с младшим внебрачным сыном Лукашенко Николаем. Тетерин дарил дорогие машины окружению Лукашенко и ему самому.
Является почётным консулом Грузии в Республике Беларусь. Офис почётного консула Тетерин открыл в деревне Александрия Шкловского района Могилёвской области, на родине Александра Лукашенко.

## Международные санкции
21 июня 2021 года Тетерин внесён в санкционный список Европейского союза, так как «входит в ближний круг Лукашенко» .6 июля к этому пакету санкций присоединились Албания, Исландия, Лихтенштейн, Норвегия, Северная Македония, Черногория, а 7 июля — и Швейцария.